# Ouidah
Ouidah ( /ˈ w iː d ə / ) vagy Whydah ( /ˈ hw ɪ d ə, - ɔː / ; helyi nevén Glexwe, korábban a Whydah Királyság fő kikötője, város a Benini Köztársaság partján. A község területe 364 km2 lakossága 2002-ben 76 555 fő volt.

## Történelem
A helyi hagyomány szerint Kpassa alapította a várost. Ez valószínűleg a 16. század vége felé történt. A város eredeti nevén Glēxwé volt,(jelentése: „tanya”), és a Whydah Királyság része volt.
Ouidah szerepe a nemzetközi kereskedelemben megnőtt, amikor a Afrikai Királyi Társaság (RAC) erődöt épített ott 1650-ben 
Whydah csapatai benyomultak Afrika belsejébe, emberek millióit ejtették foglyul a háborúk során, és eladták őket európai és arab rabszolgakereskedőknek. 1716-ra Whydah Királysága a második legnagyobb rabszolgakikötővé vált a háromszögkereskedelemben, amint azt a Whydah Gally rabszolgahajó legénysége megjegyezte, amikor megérkezett, hogy 500 rabszolgát vásároljon Haffon királytól, hogy eladja őket Jamaicában .
1860-ban Whydah volt az a kikötő, amely az utolsó feljegyzett rabszolgaszállítmányt küldte az Egyesült Államokba, annak ellenére, hogy ez az ország 1808-ban betiltotta a transzatlanti rabszolgakereskedelmet . Ez az illegális szállítmány a Clotilda fedélzetén volt, és az alabamai Mobile-ba ment.
Franciaország 1894-ben foglalta el a várost, ami ekkor hanyatlott a rabszolgakereskedelem betiltása miatt. Az 1946 és 1949 közötti időszakban a francia kormány becslései szerint Ouidah lakossága körülbelül 14 600 fő. Ekkor már volt vasút. A pálmamag, pálmaolaj, kopra, kávé, manióka, bab, paradicsom és hagyma termelésének és kereskedelmének központja volt. A halkereskedelem és a növényi olajgyártás központja is volt. Katolikus, protestáns és muszlim imahelyei voltak.

### São João Baptista de Ajudá erődje
São João Baptista de Ajudá erődje (Keresztelő Szent János erőd) egy kis erőd, amelyet a portugálok építettek Ouidahban Dahomey (eredetileg Ajudá, Hweda ból, a modern Benin Atlanti-óceáni) partján. 1580-ban érték el a portugálok, majd a rabszolga-kereskedelem köré nőtt, amelyről a Rabszolgapart már korábban is híres volt. 1680-ban São Tomé és Príncipe portugál kormányzója felhatalmazást kapott egy erődítmény építésére, de nem történt semmi, és csak 1721-ben kezdték meg a São João Baptista de Ajudá névre keresztelt erődöt. Az erőd, amelyet Haffon Whydah királya által Portugáliának adott földterületen épített, 1721-től 1961-ig portugál ellenőrzés alatt állt.

## Népesség
Ouidah lakosságának alakulása a következő:
| Év             | Népesség |
| -------------- | -------- |
| 1979           | 25 459   |
| 1992           | 64 433   |
| 2002           | 77 832   |
| 2008 (becslés) | 90 042   |

## Nevezetes tereptárgyak
Ouidah látnivalói közé tartozik a brazil rabszolgatartók felújított kastélya (a Maison du Brésil), a Vodun piton templom, a huszadik század eleji bazilika és a bronzszobrokkal tarkított Kpasse szent erdő .
A Route des Esclaves-en, amelyen a rabszolgákat a strandra vitték, számos szobor és emlékmű található, köztük a Visszatérés Ajtaja, egy emlékív .
Az Ouidah-i Market Center, amelyet a cserkészek több mint 20 éve alapítottak, mezőgazdasági ismeretekre oktatja a fiatalokat, ezzel is segítve a városokba való elvándorlás visszafordítását.
Ouidah-t gyakran a vodun vallás szellemi fővárosának tekintik, és az évente megrendezésre kerülő nemzetközi vodun konferenciának ad otthont.
További tereptárgyak:
- Basilique de l'Immaculée Conception
- Ouidah Történeti Múzeum
- Zinsou Alapítvány Múzeum

## Világörökségi státusz
Ez a helyszín 1996. október 31-én felkerült az UNESCO Világörökség előzetes listájára a Kulturális kategóriában.

## Híres emberek
- Redoshi († 1937) és Matilda McCrear († 1940), a transzatlanti rabszolga-kereskedelem utolsó ismert túlélői[forrás?]
- Patrice Talon (1958), Benin elnöke
- Angélique Kidjo (1960), énekesnő [13]
- Oscar Olou (1987), labdarúgó[forrás?]